# (15386) Nicolini
(15386) Nicolini est un astéroïde de la ceinture principale.

## Description
(15386) Nicolini est un astéroïde de la ceinture principale. Il fut découvert le 25 septembre 1997 à Dossobuono par l'Observatoire Madonna di Dossobuono. Il présente une orbite caractérisée par un demi-grand axe de 2,37 UA, une excentricité de 0,13 et une inclinaison de 6,0° par rapport à l'écliptique.

## Compléments